# Théologie fondamentale
La théologie fondamentale est une discipline théologique majeure dont la tâche est de réfléchir sur les fondements de la foi, sur la révélation, sur la parole évangélique, sur le dogme, ainsi que sur le dialogue avec la philosophie et les non-croyants.
La théologie fondamentale se distingue de la théologie dogmatique par sa démarche, et par sa manière de regrouper toutes les disciplines théologiques, dont la théologie anthropologique, la théologie biblique et la théologie systématique.
Elle explore les fondements du credo, l'enseignement de la religion, l'organisation de l'Église et les sources du mystère chrétien dans ses rapports avec le Logos divin. Elle peut aussi s'apparenter à l'apologétique, dans le but de défendre l'Église et sa foi.
La théologie fondamentale s'intéresse aussi aux questions existentielles de l'homme dans sa relation avec Dieu.